# Norbert Kostner

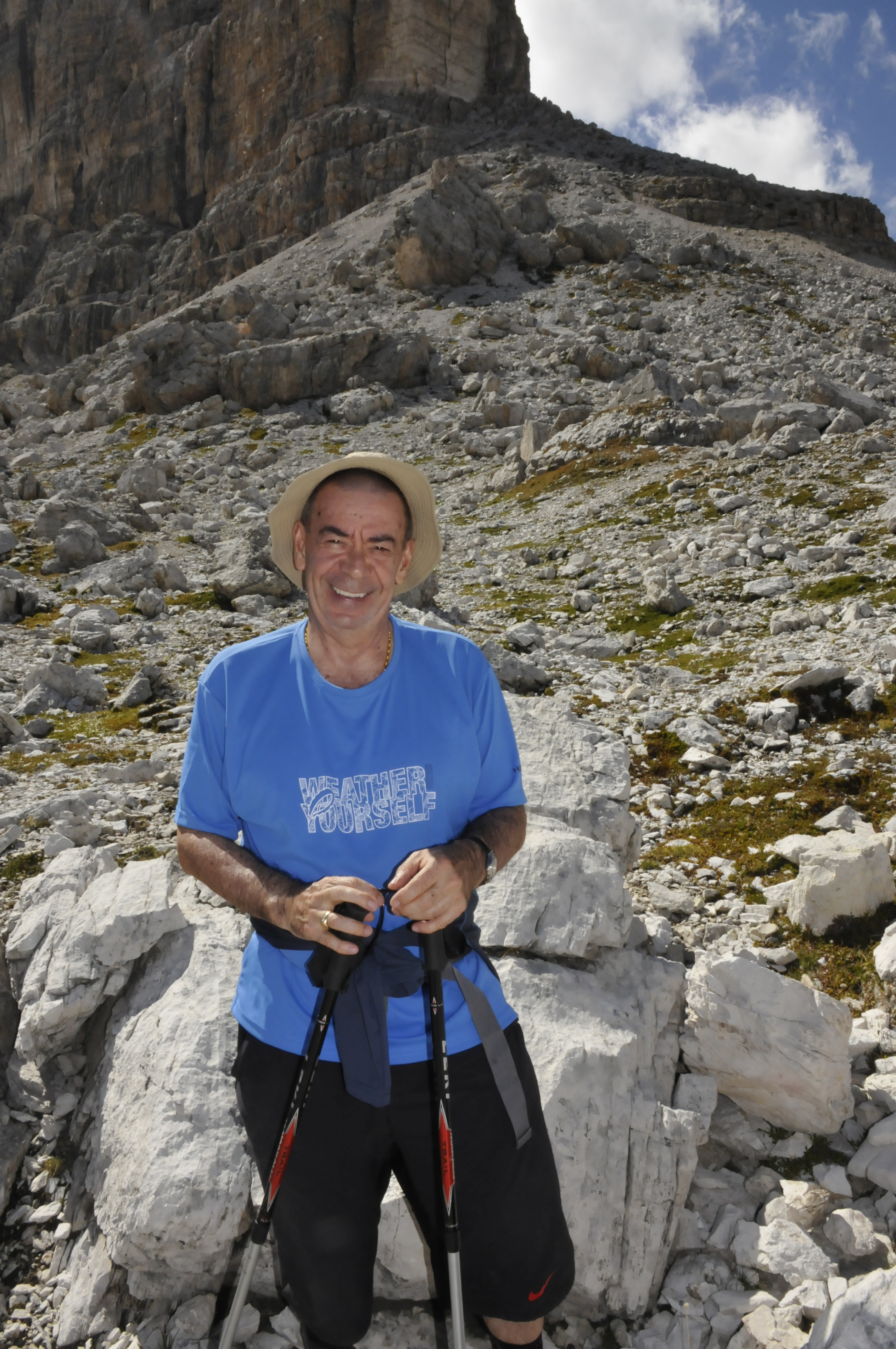
Norbert Kostner (2011)

Norbert Kostner (* 21. Mai 1945 in St. Ulrich in Gröden, Südtirol) ist ein italienischer Koch.

## Leben
Kostner begann als Koch in Meran im Restaurant Adua, dann im Restaurant Forst (zuerst im Forsterbräu in der Freiheitsstraße in Meran und danach im Braugarten von Algund). Kostner hatte keine reguläre Ausbildung wie eine Hotelfachschule. Er bezeichnet sich als Autodidakt. Nach dem Militärdienst arbeitete Kostner fast 5 Jahre lang in mehreren Nobelhotels in der Schweiz wie im Grand Hotel Les Rasses, im Montreux Palace in Montreux unter Franz Wild, im Hotel Villars Palace sur Olon unter Antoine Dessibourg und im Badrutts Palace Hotel in St. Moritz unter Eugene Defrance.
Seine Chefs Eugene Defrance und Henri Hirardo hatten ihrerseits unter Auguste Escoffier gearbeitet.
1970 begann Kostner seine Karriere in Bangkok unter Chef Baumgartner im Dusit Thani Hotel (damals das größte Hotel in Thailand) und Chef Michel Grange im Hotel Oriental. Seit 1981 ist Kostner Executive Chef mit etwa 130 Bediensteten für die neun Restaurants im Hotel Oriental in Bangkok.
Als Starkoch bereitet er auch Gerichte für First- und Businessclass der Lufthansa-Flüge im Orient.
Kostner ist seit 19 Jahren im Royal Project in beratender Funktion aktiv. Das Royal Project fördert die Abkehr der Landwirtschaft in den Bergen Nordthailands vom Opiumanbau. Es werden in diesen Regionen, anstatt Opium, in Bangkok nicht erhältliche Früchte, Gemüsearten, Kräuter und Gewürze, angebaut.
2017 ging Kostner in den verdienten Ruhestand. Kostner ist verheiratet und hat zwei Kinder.

## Auszeichnungen
- Grand Maitre du Goût (Grand Master of Taste) durch die American Academy of Taste im August 2006
- von König Bhumibol Adulyadej nach langjähriger Mitarbeit am "Royal Project" mit der Goldmedaille Royal Cypher Medal Grade "5" im Mai 2008

2013 erhielt Kostner vom Botschafter Italiens in Thailand, Herrn Michelangelo Pipan, die Auszeichnung und den Titel di Cavaliere dell’Ordine della Stella d’Italia (Ritters des Ordens vom Stern von Italien).

## Bibliografie
- William Warren: Das Oriental Hotel Kochbuch. Rezepte von Norbert Kostner. Weingarten 2001. ISBN 3-8170-0043-X